# Dolichopteryx
Dolichopteryx es un género de peces marinos actinopeterigios, distribuidos ampliamente por aguas abisales del océano Atlántico, océano Pacífico y océano Índico.

## Especies
Existen nueve especies reconocidas en este género:
- - Dolichopteryx anascopa Brauer, 1901
  - Dolichopteryx andriashevi Parin, Belyanina y Evseenko, 2009
  - Dolichopteryx longipes (Vaillant, 1888)
  - Dolichopteryx minuscula (Fukui y Kitagawa, 2006)
  - Dolichopteryx parini (Kobyliansky y Fedorov, 2001)
  - Dolichopteryx pseudolongipes (Fukui, Kitagawa y Parin, 2008)
  - Dolichopteryx rostrata (Fukui y Kitagawa, 2006)
  - Dolichopteryx trunovi (Parin, 2005)
  - Dolichopteryx vityazi Parin, Belyanina y Evseenko, 2009